# Riksdagen 1957

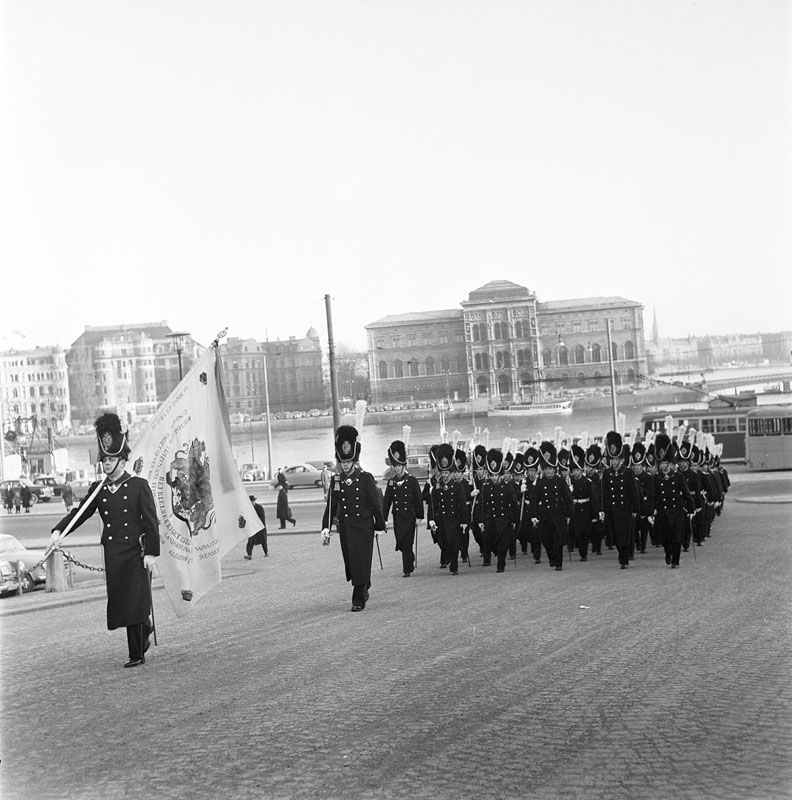
Svea livgardes grenadjärer marscherar uppför Slottsbacken i samband med öppnandet av 1957 års lagtima riksdag.

Riksdagen 1957 ägde rum i Stockholm.
Riksdagens kamrar sammanträdde i riksdagshuset den 10 januari 1957. Riksdagsarbetet inleddes ceremoniellt genom riksdagens högtidliga öppnande i rikssalen på Stockholms slott den 11 januari. Första kammarens talman var John Bergvall (FP), andra kammarens talman var Gustaf Nilsson (S). Riksdagen avslutades den 18 december 1957.